# Liste der Flurnamen in Woltersdorf an der Schleuse
Die Liste der Flurnamen in Woltersdorf an der Schleuse enthält alle bekannten Flurnamen der brandenburgischen Gemeinde Woltersdorf an der Schleuse. Diese Liste umfasst sowohl die Flurnamen der ehemaligen Woltersdorfer Feldmark, die heute teilweise zu Berlin gehört und alle eingemeindeten Gebiete, der heutigen Gemeinde. Die meisten der Flurnamen hat Max Haselberger bis 1931 in der Heimatchronik oder in späteren Aufzeichnungen zusammengetragen.
| Ursprüngliche Feldmark | Flur und Lage    | Flurname            | Art                     | Anmerkung                            |
| ---------------------- | ---------------- | ------------------- | ----------------------- | ------------------------------------ |
| Erknersche Heide       | 5 (Lage)         | Springeberg         | Erhebung, Landzunge     |                                      |
| Erknersche Heide       | 5                | Springeberger Jagen | Wald                    |                                      |
| Flakensee              | 5                | Enger Flaken        | Gewässer                |                                      |
| Flakensee              | 5                | Lange Bucht         | Gewässer                | nördlichster Teil des Flakensees     |
| Flakensee              | 5                | Schleuseninsel      | Insel                   | durch Bau der 3. Schleuse entstanden |
| Flakensee              | 5                | Schleusenzipfel     | Landzunge               | Aushub der 3. Schleuse               |
| Klein Schönebeck       | 1                | Kuhfort             | Wald                    |                                      |
| Klein Schönebeck       | 1                | Obwalden            | Erhebung                |                                      |
| Klein Schönebeck       | 1                | Schweinsberg        | Erhebung                |                                      |
| Rüdersdorfer Heide     | 6                | Beckers Höhe        | Höhenzug                |                                      |
| Rüdersdorfer Heide     | 6                | Kranichsberg        | Erhebung                |                                      |
| Rüdersdorfer Heide     | 6                | Liebesquelle        | Wasserquelle            |                                      |
| Rüdersdorfer Heide     | 6                | Schleusenberg       | Erhebung                |                                      |
| Rüdersdorfer Heide     | 6                | Schwarzer Stubben   | Landzunge               |                                      |
| Woltersdorf            | 4                | Ahés Pfuhl          | Lehmgrube               | heute Teich                          |
| Woltersdorf            | 4                | Alter Krug          | Gebäude                 |                                      |
| Woltersdorf            | 4                | Axenwald            | Wald                    |                                      |
| Woltersdorf            | 4                | Bauerseewiesen      | Wiese                   | heute Wald                           |
| Woltersdorf            | 3                | Bullenacker         | Ackerfeld (Knack)       | heute bebaut                         |
| Woltersdorf            | 4                | Dienstland          | Ackerfeld               | heute bebaut                         |
| Woltersdorf            | Berlin-Rahnsdorf | Eichberg            | Erhebung                |                                      |
| Woltersdorf            | 3                | Filmberge           | Erhebung                | Reste des südlichen Stolps.          |
| Woltersdorf            | 4                | Försteracker        | Ackerfeld (Dienstland)  | heute bebaut                         |
| Woltersdorf            | 1, 2, 3          | Fuchsberge          | Höhenzug                |                                      |
| Woltersdorf            | 1, 4             | Großes Feld         | Ackerfeld               | heute bebaut                         |
| Woltersdorf            | 3                | Interlaken          | Siedlung                | heutige Interlakenstraße             |
| Woltersdorf            | 2                | Kalbshorn           | Erhebung (Fuchsberge)   |                                      |
| Woltersdorf            | 3                | Kalkseewiesen       | Wiese                   | heute Wald                           |
| Woltersdorf            | 4                | Kietz               | Siedlung                |                                      |
| Woltersdorf            | 1                | Klarer Pfuhl        | Gewässer                |                                      |
| Woltersdorf            | 4                | Kleines Feld        | Ackerfeld               |                                      |
| Woltersdorf            | 2, 3             | Knack               | Ackerfeld               | heute bebaut                         |
| Woltersdorf            | 3                | Krokodilsbucht      | Gewässer                |                                      |
| Woltersdorf            | 3                | Kuhgraben           | Gewässer                | trockengefallen                      |
| Woltersdorf            | 3                | Langes Luch         | Moor                    | teilweise trockengelegt              |
| Woltersdorf            | 1                | Maienhöhe           | Erhebung                | heute bebaut                         |
| Woltersdorf            | 4                | Morgenwald          | Wald                    | ehemaliger Acker am Bauersee         |
| Woltersdorf            | 5                | Mühlenfließ         | Gewässer                |                                      |
| Woltersdorf            | 5                | Mühlenteich         | Gewässer                | erst durch 2. Schleuse entstanden    |
| Woltersdorf            | 1                | Paddenpfuhl         | Gewässer                |                                      |
| Woltersdorf            | 3                | Rotes Luch          | Moor                    | trockengelegt                        |
| Woltersdorf            | 4                | Rötheberg           | Erhebung                | heute bebaut                         |
| Woltersdorf            | 1                | Schwarzer Pfuhl     | Gewässer                |                                      |
| Woltersdorf            | 4                | Schweinekuten       | Wald                    | ehemaliger Acker                     |
| Woltersdorf            | Berlin-Rahnsdorf | Sprintberg          | Erhebung                |                                      |
| Woltersdorf            | 1                | Sprintstücke        | Ackerfeld (Großes Feld) | heute bebaut                         |
| Woltersdorf            | 3                | Stolp               | Erhebung, Os            | teilweise abgetragen                 |
| Woltersdorf            | 3                | Stolpkanal          | Gewässer                |                                      |
| Woltersdorf            | 3                | Stolpwiesen         | Wiese                   | heute Wald                           |
| Woltersdorf            | 3                | Streuselluch        | Moor                    | trockengelegt                        |
| Woltersdorf            | 3                | Voigts Pfuhl        | Gewässer                | trockengelegt                        |
| Woltersdorf            | 1                | Wäldchen            | Wald                    |                                      |
| Woltersdorf            | 4                | Weinberg            | Erhebung, Ackerfeld     | heute bebaut                         |
| Woltersdorf            | 4                | Werder              | Erhebung, Halbinsel     |                                      |